# Sabiha Gökçen

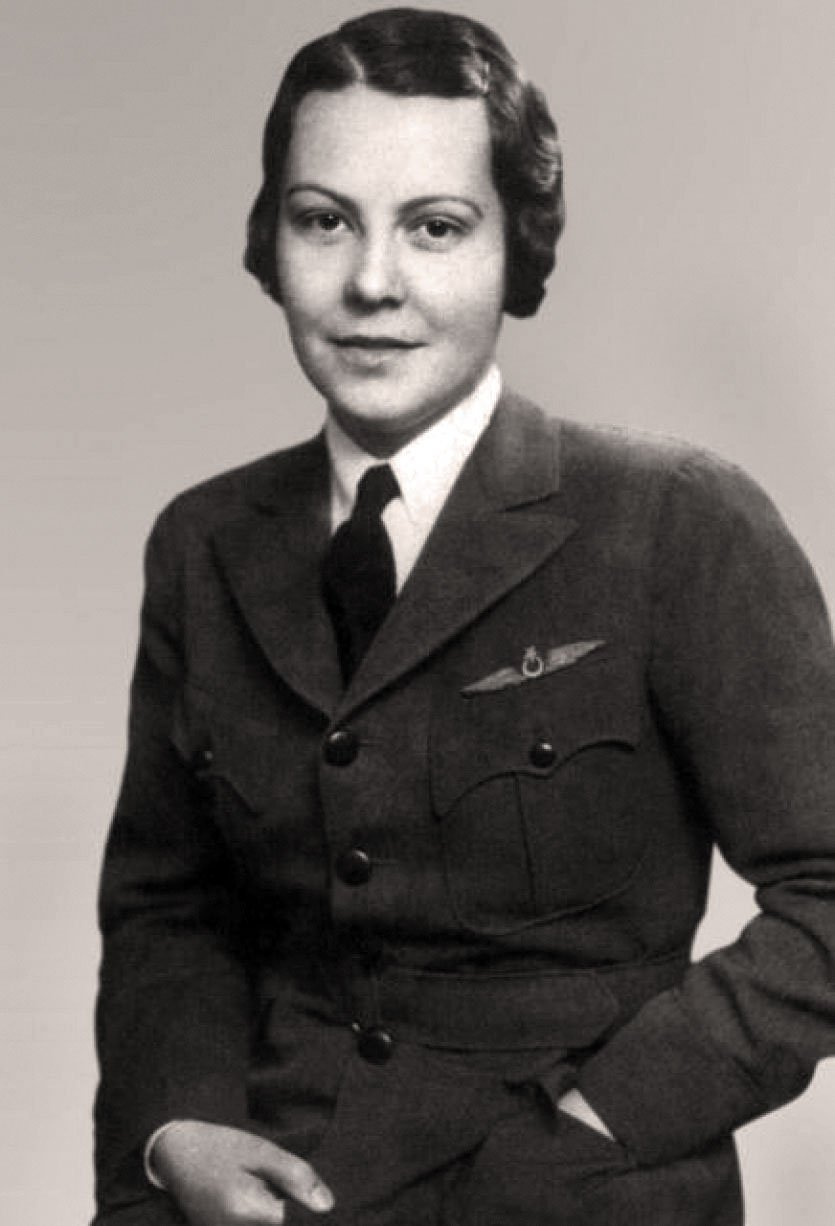
Sabiha Gökçen in Pilotinnenuniform (aufgenommen in den 1930er Jahren).

Sabiha Gökçen (* 22. März 1913 in Bursa; † 22. März 2001 in Ankara) war eine der ersten türkischen Pilotinnen und die erste Kampfpilotin der Welt. Sie war eines von acht Adoptivkindern Mustafa Kemal Atatürks.

## Leben
Gökçen wurde als Tochter des Vilayet-Hauptschreibers Hafız Mustafa İzzet geboren, der von Sultan Abdülhamid II. ins Exil geschickt worden war. Sabiha verlor ihren Vater während der Grundschulzeit, konnte jedoch mit Unterstützung durch ihre Geschwister die Ausbildung fortführen.
Im Alter von zwölf Jahren traf sie in Bursa erstmals auf Atatürk. Sie erzählte ihm, dass sie eine höhere Schule besuchen wolle. Nachdem Atatürk von ihren elenden Lebensumständen erfahren hatte, adoptierte er sie und ermöglichte ihr den Besuch der Çankaya-Grundschule in Ankara und später des Üsküdar-Mädchenkollegiums in Istanbul.
Atatürk gab ihr am 19. Dezember 1934 den Nachnamen „Gökçen“, was im damaligen Türkisch „freundlich, hübsch“ bedeutete (das Adjektiv kommt in der modernen türkischen Standardsprache nicht mehr vor). Sie war kurze Zeit mit einem Luftwaffenmajor verheiratet, der 1943 starb.

## Wirken

### Karriere als Pilotin

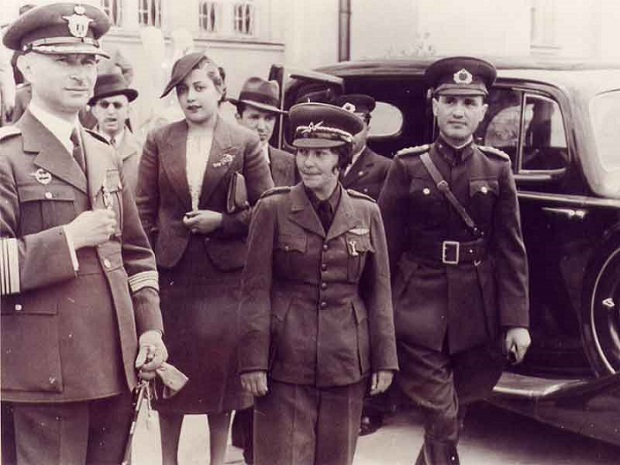
Sabiha Gökçen (Mitte, in Uniform) 1938 zusammen mit Hans-Joachim Herrmann (Links)

1935 begann ihre Pilotenausbildung an der türkischen Zivilflugschule in Ankara. Am Ende ihrer Flugausbildung wurde sie zusammen mit sieben männlichen Flugzeugführern zur Weiterbildung in die Sowjetunion beordert. 1936 absolvierte sie ihren ersten Soloflug. 1936 trat sie der türkischen Luftwaffe in der Militärflugschule Eskişehir bei, wo sie zur Militärpilotin ausgebildet wurde. Zu ihrer militärischen fliegerischen Ausbildung gehörte auch das Fallschirmspringen.
Ihre ersten Einsätze flog Gökçen im Sommer 1937 und Frühjahr 1938 während der Niederschlagung des Dersim-Aufstandes. Dabei unterstützte sie den Vormarsch der türkischen Bodentruppen, indem sie die Stellungen der Kurden bombardierte.
Im Juli 1938 besuchte sie mit einem werbewirksamen Flug die Hauptstädte der Balkanstaaten.
In Atatürks handschriftlichem Testament von 1938 erhielt Sabiha Gökçen 600 türkische Lira aus den Dividenden der von Atatürk gehaltenen Aktien im Gesamtwert von 2800 türkischen Lira. Zusätzlich bekam sie so viel Geld zugeteilt, dass sie sich ein Haus kaufen konnte.
Im Jahre 1951 nahm sie auch am Korea-Krieg teil. Sie war Mitglied des 1. Luftwaffenregiments in Eskişehir. Für besondere Tapferkeit, die sie bei ihren zahlreichen Einsätzen immer wieder unter Beweis stellte, wurde ihr der höchste Fliegerorden verliehen, und sie wurde in den Rang eines Majors befördert.
Gökçen hatte die Leitung der Kampfpilotenausbildung der türkischen Luftwaffe inne. Sie beendete ihren aktiven Militärflugdienst 1955 und widmete sich danach ganz der Pilotenausbildung in ihrem Beruf. Danach flog sie bis 1964 in einer Kunstflugstaffel, in der sie ihre außergewöhnlichen fliegerischen Fähigkeiten demonstrierte. Insgesamt 22 verschiedene Flugzeugtypen, sowohl Propellermaschinen als auch Jets, flog Sabiha Gökçen im Laufe ihrer Fliegerkarriere.

### Politisches Wirken
Ihr gesamtes Erwachsenenleben wirkte Gökçen für den Kemalismus. Nach Atatürks Tod schrieb sie Gedichte zu seinen Ehren und verfasste eine Autobiographie. Noch am Ende ihres Lebens sprach sie sich gegen den politischen Islam aus.

## Rezeption
Bereits zu ihren Lebzeiten wurde im Januar 2001 der zweite Istanbuler Flughafen im kleinasiatischen Teil der Stadt nach ihr benannt.

### Sabiha Gökçen als Symbolfigur
Sabiha Gökçen kommt eine hohe symbolische Bedeutung für die moderne Türkei zu. Einerseits repräsentierte sie als weltweit erste Militärpilotin das Musterbeispiel einer modernen türkischen Frau, der jede Berufswahl offenstand. In ihrer Fortschrittlichkeit wurde sie so besonders für ethnisch-türkische Frauen zur Integrationsfigur in der noch jungen türkischen Republik. Als Vertreterin der Mehrheitsethnie und der wohlhabenden Oberschicht und nicht zuletzt aufgrund ihrer Rolle bei der Niederschlagung des Dersim-Aufstands wird sie allerdings heute von Teilen der türkischen Gesellschaft und auch in der Forschung kritisch bewertet. So wird sie insbesondere von der kurdischen Minderheiten als Teil der türkisch-nationalistischen Unterdrückung wahrgenommen. Die konservativ-islamistischen Kräfte wiederum stören sich an ihr als einer selbstbestimmten Frau, die frei von traditionellen religiösen Rollenbildern lebte. Auch gilt sie als Symbolfigur der sogenannten „Weißen Türken“, einer abwertend gemeinten Bezeichnung für die kemalistisch orientierte links-nationale Elite, von der sich die – sich als „Schwarze Türken“ bezeichnende – aufstrebende religiös-konservative Mittelschicht abgrenzt.

### Kontroverse über die Abstammung
Im Februar 2004 veröffentlichte der Journalist Hrant Dink einen mit Dokumenten belegten Artikel in der armenischen Wochenzeitung der Türkei „AGOS“ mit dem Titel „Das Geheimnis von Sabiha Hatun“, worin eine armenische Abstammung von Sabiha Gökçen kolportiert wird. So habe eine ehemalige Bewohnerin der Stadt Gaziantep, Hripsime Sebilciyan Gazalyan, angegeben, Gökçens Nichte zu sein. Gökçen habe ihre Familie 1915 beim Völkermord an den Armeniern verloren und sei deshalb nach Urfa in ein Waisenhaus gekommen. Dort habe Atatürk sie kennengelernt und schließlich adoptiert. In diesem Zusammenhang hebt Hans-Lukas Kieser die Fragwürdigkeit des „Mythos Sabiha Gökçen“ hervor, der sie – mit rassenanthroplogischem Bezug – als „Vorzeigetürkin“ verstand, die – ganz gemäß der kemalistischen Sichtweise der dreißiger Jahre – die soldatische Tochter einer zum Soldatentum prädestinierten Nation repräsentierte. Eine weitere Adoptivtochter Atatürks, Ülkü Adatepe (1932–2012), bestritt jedoch, dass Gökcen armenische Vorfahren hatte; vielmehr sei Sabihas Mutter eine ethnische Bosniakin gewesen. Die Behauptung, dass Gökçen eine Armenierin gewesen sein könnte, sorgte in Teilen der türkischen Gesellschaft für große Empörung und mündete in teils rassistischen öffentlichen Verlautbarungen staatlicher türkischer Stellen.

## Videos
- Ali Akyüz: Sabiha Gökçen – Göklerin Efsanevi Kızı / The Legendary Girl Of The Skies. Cinema Guild, New York, NY 2003, ISBN 0-7815-1084-8 (DVD/VHS).